# Ekstraklasa 2010-2011
L'Ekstraklasa 2010-2011 fu l'85ª edizione della massima serie del campionato polacco di calcio, la 77ª edizione nel formato di campionato. La stagione iniziò il 6 agosto 2010 e si concluse il 29 maggio 2011. Il Wisła Cracovia vinse il campionato per la tredicesima volta nella sua storia. Capocannoniere del torneo fu Tomasz Frankowski, attaccante dello Jagiellonia con 14 reti realizzate.

## Stagione

### Novità
Dalla Ekstraklasa 2009-2010 vennero retrocessi in I liga l'Odra (dopo 14 anni consecutivi in massima serie) e il Piast Gliwice (dopo due stagioni in massima serie), mentre dalla I liga 2010-2011 vennero promossi il Widzew Łódź e il Górnik Zabrze, rispettivamente classificate al primo e al secondo posto.

### Formula
Le sedici squadre partecipanti si affrontavano in un girone all'italiana con partite di andata e ritorno, per un totale di 30 giornate. La squadra prima classificata era campione di Polonia e si qualificava per il secondo turno preliminare della UEFA Champions League 2011-2012, mentre le squadre classificate al secondo e al terzo posto si qualificavano, rispettivamente, per il secondo e per il primo turno preliminare della UEFA Europa League 2011-2012, assieme alla vincitrice della Coppa di Polonia ammessa al terzo turno preliminare. Le ultime due classificate venivano retrocesse direttamente in I liga.

## Squadre partecipanti
| Club             | Stagione | Città     | Stadio                            | Stagione precedente      |
| ---------------- | -------- | --------- | --------------------------------- | ------------------------ |
| Arka Gdynia      | dettagli | Gdynia    | Stadion GOSiR                     | 14º posto in Ekstraklasa |
| GKS Bełchatów    | dettagli | Bełchatów | Stadion GKS Bełchatów             | 5º posto in Ekstraklasa  |
| Górnik Zabrze    | dettagli | Zabrze    | Stadion im. Ernesta Pohla         | 2º posto in I liga       |
| Jagiellonia      | dettagli | Białystok | Stadion Miejski                   | 11º posto in Ekstraklasa |
| Korona Kielce    | dettagli | Kielce    | Stadion Miejski                   | 8º posto in Ekstraklasa  |
| KS Cracovia      | dettagli | Cracovia  | Stadion Cracovii                  | 12º posto in Ekstraklasa |
| Lech Poznań      | dettagli | Poznań    | Stadion Miejski                   | Campione di Polonia      |
| Lechia Danzica   | dettagli | Danzica   | Stadion MOSiR                     | 7º posto in Ekstraklasa  |
| Legia Varsavia   | dettagli | Varsavia  | Stadio dell'esercito polacco      | 4º posto in Ekstraklasa  |
| Polonia Bytom    | dettagli | Bytom     | Stadion Edwarda Szymkowiaka       | 6º posto in Ekstraklasa  |
| Polonia Varsavia | dettagli | Varsavia  | Stadion Polonii Warszawa          | 13º posto in Ekstraklasa |
| Ruch Chorzów     | dettagli | Chorzów   | Stadion Ruchu Chorzów             | 3º posto in Ekstraklasa  |
| Śląsk Breslavia  | dettagli | Breslavia | Stadion Oporowska                 | 9º posto in Ekstraklasa  |
| Widzew Łódź      | dettagli | Łódź      | Stadion im. Ludwika Sobolewskiego | 1º posto in I liga       |
| Wisła Cracovia   | dettagli | Cracovia  | Stadion Miejski                   | 2º posto in Ekstraklasa  |
| Zagłębie Lubin   | dettagli | Lubin     | Dialog Arena                      | 10º posto in Ekstraklasa |

## Classifica finale
|  | Pos. | Squadra          | Pt | G  | V  | N  | P  | GF | GS | DR  |
|  | ---- | ---------------- | -- | -- | -- | -- | -- | -- | -- | --- |
|  | 1.   | Wisła Cracovia   | 56 | 30 | 17 | 5  | 8  | 44 | 29 | +15 |
|  | 2.   | Śląsk Breslavia  | 49 | 30 | 13 | 10 | 7  | 46 | 34 | +12 |
|  | 3.   | Legia Varsavia   | 49 | 30 | 15 | 4  | 11 | 45 | 38 | +7  |
|  | 4.   | Jagiellonia      | 48 | 30 | 14 | 6  | 10 | 38 | 32 | +6  |
|  | 5.   | Lech Poznań      | 45 | 30 | 13 | 6  | 11 | 37 | 23 | +14 |
|  | 6.   | Górnik Zabrze    | 45 | 30 | 13 | 6  | 11 | 36 | 40 | -4  |
|  | 7.   | Polonia Varsavia | 44 | 30 | 12 | 8  | 10 | 41 | 26 | +15 |
|  | 8.   | Lechia Danzica   | 43 | 30 | 12 | 7  | 11 | 37 | 36 | +1  |
|  | 9.   | Widzew Łódź      | 43 | 30 | 11 | 10 | 9  | 41 | 34 | +7  |
|  | 10.  | GKS Bełchatów    | 40 | 30 | 10 | 10 | 10 | 31 | 33 | -2  |
|  | 11.  | Zagłębie Lubin   | 39 | 30 | 10 | 9  | 11 | 31 | 41 | -10 |
|  | 12.  | Ruch Chorzów     | 38 | 30 | 10 | 8  | 12 | 29 | 32 | -3  |
|  | 13.  | Korona Kielce    | 37 | 30 | 10 | 7  | 13 | 34 | 49 | -15 |
|  | 14.  | KS Cracovia      | 29 | 30 | 8  | 5  | 17 | 37 | 47 | -10 |
|  | 15.  | Arka Gdynia      | 28 | 30 | 6  | 10 | 14 | 22 | 43 | -21 |
|  | 16.  | Polonia Bytom    | 27 | 30 | 6  | 9  | 15 | 29 | 45 | -16 |

Legenda:
      Campione di Polonia e ammessa alla UEFA Champions League 2011-2012.
      Ammessa alla UEFA Europa League 2011-2012.
      Retrocessa in I liga 2011-2012.
Note:
Tre punti a vittoria, uno a pareggio, zero a sconfitta.

## Risultati
|                  | Wis  | Ślą  | Leg  | Jag  | LcP  | Gór  | PoV  | LcD  | Wid  | GKS  | Zag  | Ruc  | Kor  | KSC  | ArG  | PoB  |
| ---------------- | ---- | ---- | ---- | ---- | ---- | ---- | ---- | ---- | ---- | ---- | ---- | ---- | ---- | ---- | ---- | ---- |
| Wisła Cracovia   | –––– | 0-0  | 4-0  | 2-0  | 1-0  | 0-2  | 0-2  | 5-2  | 2-0  | 3-1  | 1-0  | 3-1  | 2-2  | 1-0  | 1-0  | 2-1  |
| Śląsk Wrocław    | 2-0  | –––– | 0-1  | 0-0  | 1-2  | 4-0  | 2-2  | 2-1  | 2-2  | 4-2  | 3-1  | 2-1  | 0-1  | 0-0  | 5-0  | 0-0  |
| Legia Varsavia   | 2-0  | 1-2  | –––– | 2-0  | 2-1  | 2-1  | 1-0  | 0-3  | 1-0  | 0-2  | 2-2  | 2-3  | 3-1  | 2-1  | 3-0  | 4-0  |
| Jagiellonia      | 2-1  | 1-1  | 0-0  | –––– | 2-0  | 2-0  | 1-0  | 1-2  | 1-3  | 3-1  | 2-0  | 2-1  | 4-0  | 4-2  | 1-0  | 3-0  |
| Lech Poznań      | 4-1  | 2-2  | 1-0  | 2-0  | –––– | 2-0  | 2-2  | 2-0  | 1-0  | 0-0  | 0-1  | 1-0  | 4-0  | 5-0  | 0-0  | 1-0  |
| Górnik Zabrze    | 1-0  | 3-1  | 1-1  | 0-1  | 2-0  | –––– | 0-2  | 0-0  | 4-0  | 1-0  | 5-1  | 1-0  | 2-1  | 1-0  | 2-2  | 1-1  |
| Polonia Varsavia | 0-1  | 0-1  | 3-0  | 2-0  | 1-0  | 0-0  | –––– | 1-2  | 0-1  | 0-0  | 2-1  | 3-1  | 1-3  | 3-0  | 4-0  | 2-2  |
| Lechia Danzica   | 0-3  | 2-0  | 2-1  | 1-2  | 2-1  | 5-1  | 0-0  | –––– | 3-1  | 0-0  | 1-2  | 0-0  | 0-1  | 1-0  | 1-0  | 2-0  |
| Widzew Łódź      | 0-1  | 5-2  | 0-1  | 4-1  | 1-1  | 4-0  | 0-0  | 1-0  | –––– | 1-1  | 2-1  | 0-0  | 3-1  | 2-2  | 0-0  | 3-1  |
| GKS Bełchatów    | 1-1  | 0-1  | 2-0  | 0-0  | 1-0  | 1-1  | 3-2  | 1-0  | 1-0  | –––– | 0-2  | 3-2  | 1-0  | 1-0  | 1-1  | 2-0  |
| Zagłębie Lubin   | 0-3  | 0-1  | 2-1  | 0-2  | 1-0  | 1-2  | 1-0  | 3-1  | 1-0  | 1-1  | –––– | 0-0  | 1-1  | 0-0  | 1-0  | 2-0  |
| Ruch Chorzów     | 2-0  | 1-2  | 1-0  | 0-0  | 1-0  | 3-0  | 0-3  | 0-0  | 1-1  | 2-1  | 2-2  | –––– | 0-1  | 1-0  | 0-0  | 0-2  |
| Korona Kielce    | 2-2  | 2-1  | 1-4  | 1-1  | 0-0  | 1-0  | 1-3  | 2-3  | 1-2  | 3-1  | 1-1  | 0-1  | –––– | 1-0  | 1-0  | 3-3  |
| KS Cracovia      | 0-1  | 2-3  | 3-3  | 3-0  | 1-0  | 2-3  | 3-1  | 3-0  | 1-2  | 3-2  | 2-2  | 2-3  | 3-0  | –––– | 2-0  | 0-1  |
| Arka Gdynia      | 0-1  | 2-2  | 2-5  | 1-0  | 0-3  | 2-0  | 0-0  | 2-2  | 1-1  | 1-0  | 1-1  | 0-2  | 2-1  | 3-0  | –––– | 2-1  |
| Polonia Bytom    | 2-2  | 0-0  | 0-1  | 3-2  | 1-2  | 1-2  | 0-2  | 1-1  | 2-2  | 1-1  | 2-0  | 1-0  | 0-1  | 1-2  | 2-0  | –––– |

## Statistiche

### Classifica marcatori
Fonte: 90minut.pl
| Gol |  |  | Giocatore              | Squadra          |
| --- |  |  | ---------------------- | ---------------- |
| 14  |  |  | Tomasz Frankowski      | Jagiellonia      |
| 12  |  |  | Andrzej Niedzielan     | Korona Kielce    |
| 12  |  |  | Abdou Razack Traoré    | Lechia Danzica   |
| 11  |  |  | Artjoms Rudņevs        | Lech Poznań      |
| 10  |  |  | Darvydas Šernas        | Widzew Łódź      |
| 9   |  |  | Andraž Kirm            | Wisła Cracovia   |
| 9   |  |  | Miroslav Radović       | Legia Varsavia   |
| 9   |  |  | Artur Sobiech          | Polonia Varsavia |
| 8   |  |  | Cristián Diaz          | Śląsk Breslavia  |
| 8   |  |  | Piotr Grzelczak        | Widzew Łódź      |
| 8   |  |  | Maciej Jankowski       | Ruch Chorzów     |
| 8   |  |  | Przemysław Kaźmierczak | Śląsk Breslavia  |
| 8   |  |  | Tadas Labukas          | Arka Gdynia      |
| 8   |  |  | Dawid Nowak            | GKS Bełchatów    |

## Premi

### Riconoscimenti mensili
| Mese      | Giocatore              | Squadra         |
| --------- | ---------------------- | --------------- |
| Agosto    | Andrzej Niedzielan     | Korona Kielce   |
| Settembre | Andrzej Niedzielan     | Korona Kielce   |
| Ottobre   | Tomasz Frankowski      | Jagiellonia     |
| Novembre  | Mateusz Bartczak       | Zagłębie Lubin  |
| Marzo     | Przemysław Kaźmierczak | Śląsk Breslavia |
| Aprile    | Marián Kelemen         | Śląsk Breslavia |
| Maggio    | Piotr Grzelczak        | Widzew Łódź     |